# Gangetia
Gangetia is een geslacht van weekdieren uit de klasse van de Gastropoda (slakken).

## Soorten
- Gangetia miliacea (G. Nevill, 1880)
- Gangetia tigertti Brandt, 1968
- Gangetia uzielliana (Issel, 1866)